# Universelle Aragne

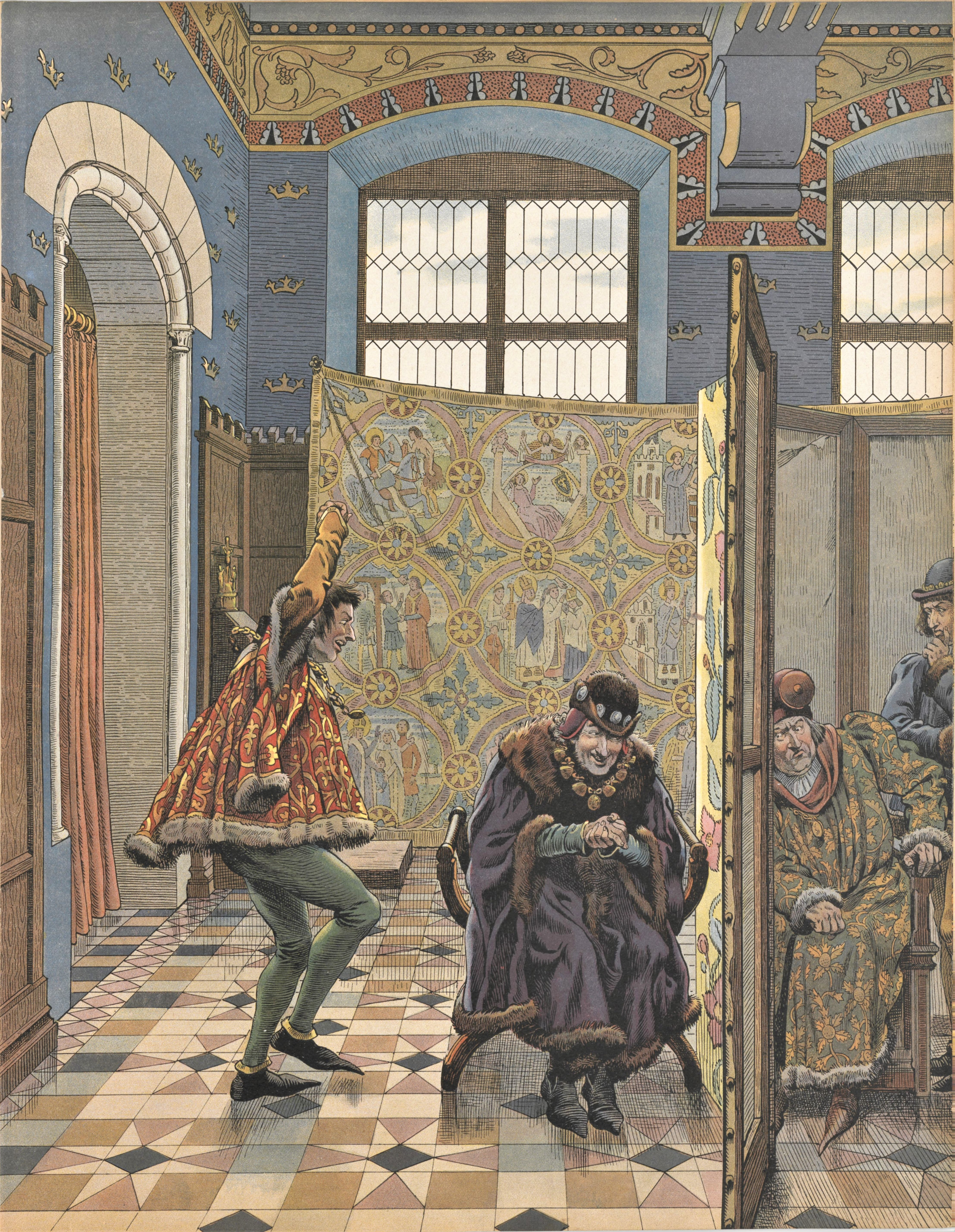
Louis XI attisant la discorde chez ses ennemis coalisés.
Dessin de Job pour une biographie populaire illustrée à destination de la jeunesse, 1905.

L'expression « Universelle Aragne » (ou « Universelle Araigne ») s'applique au roi Louis XI, traditionnellement représenté comme un souverain calculateur et dissimulé qui parvient à entraver ses ennemis, et particulièrement Charles le Téméraire, duc Valois de Bourgogne, dans une toile d'araignée symbolique patiemment tissée à force d'intrigues diplomatiques, sans recourir personnellement aux armes. Cette vision historiographique est considérée comme réductrice et dépassée par la recherche historique.
La formule « Universelle Aragne » émane initialement de la littérature de propagande composée au XVe siècle par le poète Jean Molinet, historiographe bourguignon hostile au roi de France. Son usage comme surnom de Louis XI se répand ensuite, à compter des XIXe et XXe siècles, sous la plume d'historiens et d'écrivains qui se représentent le monarque comme un génie politique, conformément à sa réputation construite en particulier par les mémoires de son conseiller Philippe de Commynes.

## Ballades bourguignonnes

### «La querelle du lion rampant»

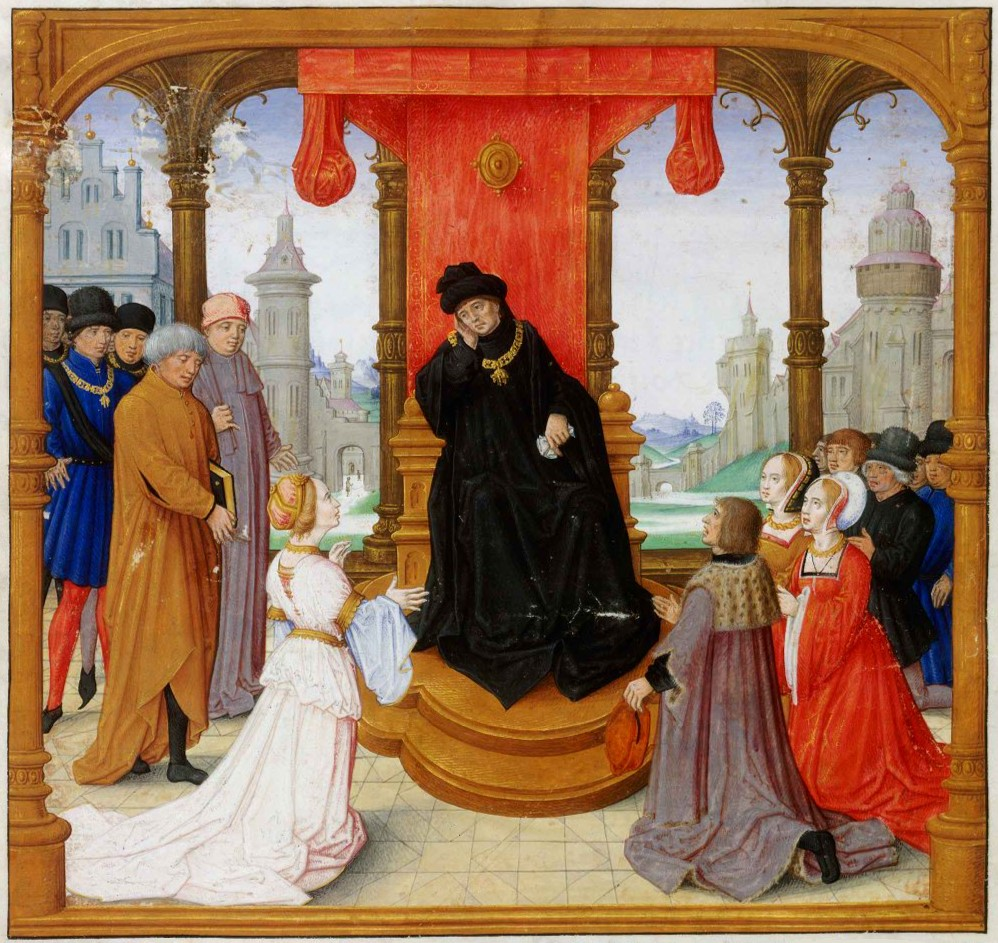
Charles le Téméraire en tenue de deuil après la mort de son père Philippe le Bon. Le nouveau duc de Bourgogne fixe du regard Georges Chastelain (représenté debout à gauche, les cheveux grisonnants et portant un livre). Enluminure ornant un manuscrit de la Chronique des ducs de Bourgogne de Chastelain, Paris, BnF, ms. français 2689,.

L'épithète « araigne » (araignée) se rencontre originellement sous la plume de Georges Chastelain,, historiographe des ducs Valois de Bourgogne depuis 1455. En 1467, dans un contexte conflictuel entre le royaume de France et les États bourguignons, le courtisan tresse les louanges du duc défunt Philippe le Bon en le magnifiant à l'accoutumée comme un lion dans le poème intitulé « La querelle du lion rampant », dit aussi « Le lyon rampant » (« rampant » au sens héraldique : dressé sur ses pattes arrière). Cette ballade allégorique dépeint la défaite du roi des animaux qui succombe au venin de l'araignée.
Le poème encomiastique débute par ces vers : 
Lyon rampant en crouppe de montaigne,

Mort immortel en honneur triumphant,

Lyon fameux, tryacle contre araigne...,
À la fois symbole profane de la force, du courage, de la noblesse ainsi qu'armoirie de la maison de Bourgogne, le lion rampant est opposé à la perfide araignée dissimulant son poison. Cette dissonance permet probablement « d'entrevoir l'aspect politique » de la ballade, poème encomiastique par ailleurs exempt de référence aux relations entre le duché de Bourgogne et le royaume de France, observe l'universitaire Hisara Kondo.

### «Lyon rampant en crouppe de montaigne»
| |  |  |
| « Lions rampants » figurés dans le blason du duc Philippe le Bon (détail du fo 9 de l'armorial Le Breton, Archives nationales). À droite, gravure sur bois coloriée représentant le suicide et la métamorphose d'Arachné, XVe siècle. |  |  |

« Disciple » de Georges Chastelain mais auteur de vers plus « corrosifs », Jean Molinet, autre poète et chroniqueur attaché à la cour de Bourgogne, reprend et développe l'allégorie arachnéenne en la plaçant dans la bouche du duc de Bourgogne par le biais du refrain de la ballade « Lyon rampant en crouppe de montaigne » :
Accompagné de mes petits lyons,

Ay combattu l'universel araigne

Qui m'a trouvé par ses rebellions

Lyon rampant en crouppe de montaigne.

Le cerf volant qui nous fait ceste actine [querelle]

Fut recueilli en nostre maisonnette,

Souef nourry, sans poison serpentine,

Par nous porté sa noble couronnette,

Et maintenant nous point de sa cornette.

Ici, « le bestiaire esquissé par Chastelain devient une arme de raillerie, dirigée contre le roi de France », remarque Estelle Doudet, professeure en littérature française. Le lion rampant se mesure au cerf volant, emblème christique associé aux rois de France en raison d'une devise adoptée par Charles VI,,. En évoquant le « cerf volant (...) recueilli en nostre maisonnette », Jean Molinet fait allusion au séjour du dauphin Louis dans les états bourguignons d'août 1456 à son avènement en juillet 1461. Le futur Louis XI était alors entré en rébellion contre son père, le roi Charles VII, et s'était réfugié auprès du duc Philippe le Bon,. À ce propos, l'historiographie bourguignonne ne manque pas de brosser le portrait critique d'un dauphin attendant impatiemment la mort de son géniteur, tandis que Philippe le Bon endosse le beau rôle en accordant généreusement l'asile au rebelle, tout en essayant de le réconcilier avec le roi de France. Lorsqu'il monte sur le trône, Louis XI reconnaît qu'il doit sa couronne au duc Philippe mais n'en tente pas moins « d'abaisser la puissance bourguignonne. »
L'allégorie de l'« universel araigne » conçue par Jean Molinet se réfère peut-être à l'hybris d'Arachné contée dans les Métamorphoses d'Ovide, reflet possible de la vogue de la mythologie gréco-romaine à la cour de Bourgogne. En outre, Molinet s'appesantit sur la notion de poison en comparant âprement Louis XI à une « venimeuse herbette. » Plus marquante que le poème « La querelle du lion rampant » de Chastelain, la ballade « Lyon rampant en crouppe de montaigne » connaît alors « un grand retentissement » dépassant les frontières des États bourguignons.

## Fortune du surnom attribué à Louis XI

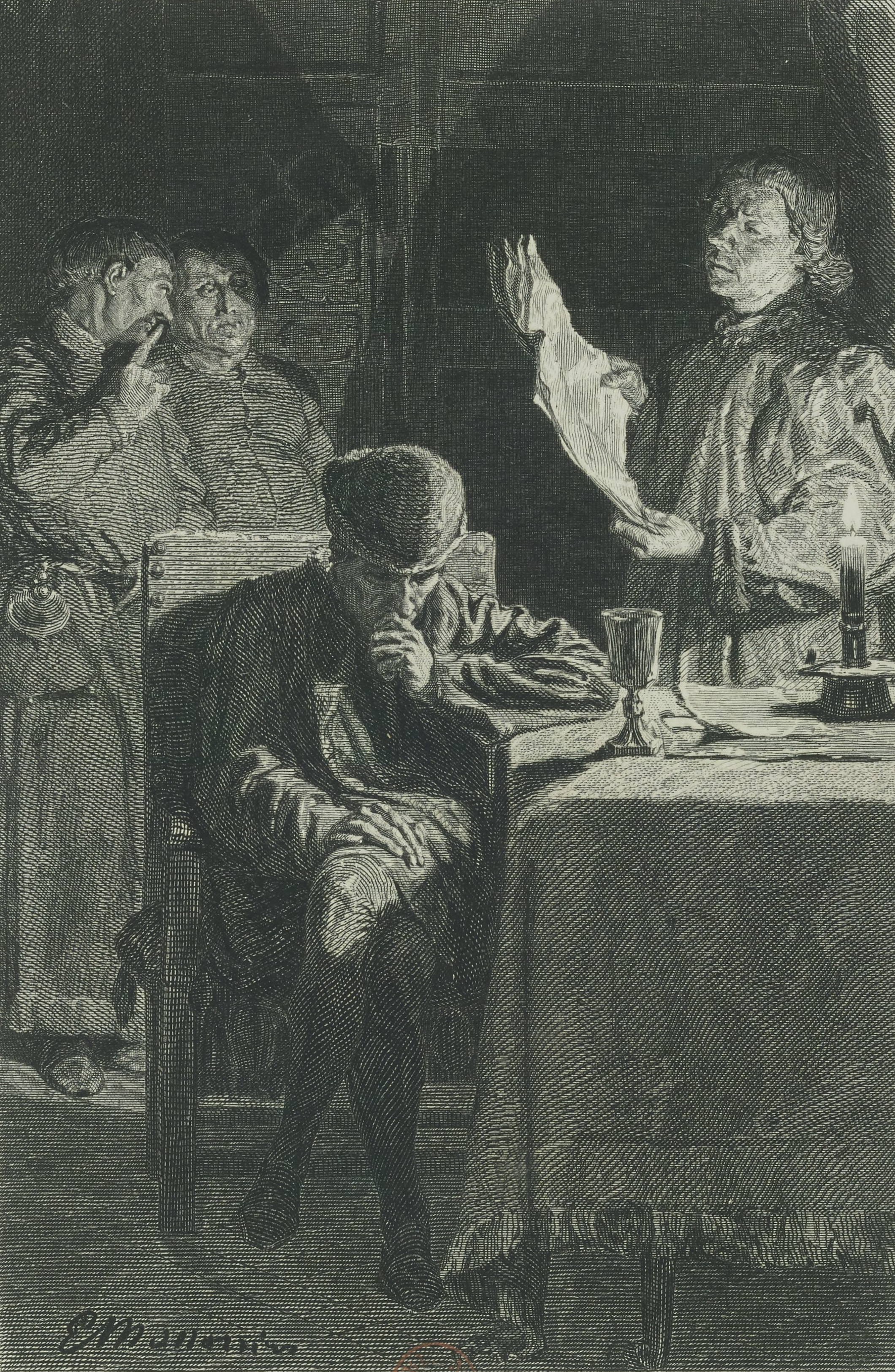
À la Bastille, Louis XI écoute Olivier Le Daim lui lire un mémoire sur les dépenses royales.
Illustration pour Notre-Dame de Paris de Victor Hugo, estampe gravée par Johannes de Mare d'après Ernest Meissonier, 1844.

Par la suite, la formule « Universelle Aragne » connaît une « fortune surprenante » puisqu'elle est souvent réemployée pour désigner Louis XI relativement à sa réputation de « génie politique ».
Dans ses Mémoires publiés posthumément en 1524-1528, Philippe de Commynes établit « après coup un rapprochement forcé entre différents événements afin de mettre en lumière le génie politique du roi son maître » tandis qu'en 1530, le chroniqueur bernois Valerius Anshelm (en) dresse le portrait de confédérés suisses manipulés par le souverain Valois. Ainsi élaborée depuis le XVIe siècle, la « vision orientée » d'un monarque « fort habile, raisonnable et efficace » est popularisée aux XIXe et XXe siècles par une historiographie et une littérature focalisées sur la lutte de Louis XI contre le fils et successeur de Philippe le Bon : Charles le Téméraire, duc de Bourgogne. Prévalent alors les interprétations « idéologiques et positivistes » d'un roi de France personnifiant l'État moderne et centralisateur qui liquide la féodalité incarnée par un duc bourguignon impulsif et brouillon.
Au topos du « tyran » Louis XI — héritage des imaginaires politiques forgés sous l'Ancien Régime et la Révolution, puis ravivés par l'imagerie romantique notamment grâce aux romans historiques Quentin Durward (1823) et Notre-Dame de Paris (1831) — s'ajoute donc l'« effigie sommaire » du génial « virtuose politique » qualifié d'Universelle Aragne. La formule a beau être réductrice, elle n'en est pas moins retenue pour son caractère « saisissant ». Dès lors, le roi est représenté d'ordinaire en train de tisser patiemment sa toile au lieu de miser sur la force guerrière, en axant l'action de son règne sur la dissimulation, la diplomatie et un réseau étendu d'informateurs pour venir à bout de ses adversaires politiques sans avoir à les affronter militairement, conformément au portrait « complet et complexe » brossé par son mémorialiste Commynes.
Bien qu'il nuance ce tableau, l'historien Joseph Calmette décrit Charles le Téméraire comme « la mouche imprudente et bourdonnante qui se laissa envelopper dans les filets subtils de la royale araignée. » Les écrivains Marcel Brion et Georges Bordonove retouchent ensuite cette analogie en comparant le duc Charles à un lion ou un « bourdon de velours noir qui, abusé par sa force et sa splendeur, pique résolument vers la toile de l'araignée » dont il rompt les fils à plusieurs reprises avant de finir par s'y empêtrer ; l'apidé succombe ainsi devant l'arachnide grisâtre qui, à l'instar d'un Louis XI sans grande majesté vestimentaire, répare et consolide inlassablement son ouvrage. Parallèlement, dans l'un des titres de la collection « Trente journées qui ont fait la France », Pierre Frédérix portraiture le roi comme l'araignée qui, à force d'intrigues et d'or, aurait tiré les fils en « véritable maître » du congrès de Fribourg (25 juillet 1476) pour persuader la Confédération des VIII cantons suisses de poursuivre les guerres de Bourgogne contre Charles le Téméraire, leur ennemi commun.
De plus, dans le livre qu'il consacre au souverain, le professeur universitaire Paul Murray Kendall en vient même à créditer Louis XI d'avoir inventé la pratique de la guerre froide. « Formidable succès commercial » participant à la « renaissance » des études biographiques, genre alors délaissé par les historiens universitaires, l'ouvrage de Kendall est sous-titré The Universal Spider lors de sa publication originale en 1971 et L'universelle araigne... (« avec des points de suspension inquiétants », relève la médiéviste Lydwine Scordia) lors de sa traduction française en 1974. Ce best-seller contribue de la sorte à vulgariser l'image arachnéenne associée au roi.

## Remise en cause de la tradition historiographique
Toutefois, cette approche historiographique de son règne est communément considérée comme dépassée,,, notamment par les historiens Karl Bittmann, et Jean-Marie Cauchies,. Ce dernier rejette toute interprétation des événements à l'aune exclusive de l'affrontement entre Louis XI  et Charles le Téméraire car une telle lecture, réductrice et franco-centrée, néglige les « structures permanentes économiques et financières » pour se focaliser sur le caractère « haut en couleurs » des deux protagonistes, en omettant de surcroît leurs divers domaines d'intervention aussi bien que les agissements des autres acteurs historiques. C'est en raison de ses ambitions territoriales lorgnant vers le Saint-Empire romain germanique que le duc de Bourgogne finit par se susciter une coalition d'ennemis, notamment les confédérés suisses et le duc René II de Lorraine, mais « bien des intrigues se sont nouées loin de la main de Louis XI et bien des alliances se sont forgées sans son intervention », souligne le médiéviste Bertrand Schnerb. Du reste, le roi de France demeure à l'écart des guerres de Bourgogne et n'accorde pas son plein soutien au duc René de Lorraine lors des batailles décisives remportées contre Charles le Téméraire.
Bertrand Schnerb enjoint donc de suivre Jean-Marie Cauchies « lorsqu'il nous affirme que le duc de Bourgogne s'est plus heurté aux « écueils de l'Histoire » qu'il ne s'est empêtré dans une toile d'araignée. » Dans le même ordre d'idées, la médiéviste Monique Sommé soutient que l'étude de Cauchies « démontre que Louis XI ne fut pas l'« universelle araigne », le manipulateur entravant tous les projets du duc de Bourgogne, mais un roi moderne qui eut pour lui de bien connaître les hommes et de savoir observer et attendre. »